# Grube Einigkeit
Die Grube Einigkeit (auch Einigkeitschacht; tschechisch Důl Svornost) ist ein aufgelassenes Bergwerk in der tschechischen Stadt Jáchymov im böhmischen Teil des Erzgebirges. Im Zuge des Abbaus entdeckte, radonhaltige Quellen werden bis heute in den Kureinrichtungen der Stadt genutzt, wobei die Kurbetriebsgesellschaft auch Eigentümer und Betreiber der Grube Einigkeit ist.
Die Grube Einigkeit ist gemeinsam mit dem Stollen Nr. 1 eine Stätte innerhalb der „Montanen Kulturlandschaft Jáchymov“ der seit 2019 als UNESCO-Welterbe ausgezeichneten Montanregion Erzgebirge.

## Geschichte

### Gründung und Betrieb bis zum 19. Jahrhundert
Die Grube Einigkeit entstand infolge der Beilegung eines Streits zwischen Grubenbesitzern der im Quartal Luciae 1518 gegründeten Grube S. Anna das reich geschüb am Kolberg und der im Quartal Trinitatis 1529 gegründeten Grube S. Anna geschlecht am Kolberg. In der Chronik von Johannes Mathesius, der seinerzeit in Sankt Joachimsthal als Rektor und Pfarrer angestellt war, findet sich darüber der Vermerk:

„Die rechnung crucis/ ist der hader zwischen S. Aña geschlecht/ und dê von der drittê/ vierten maß nach S. Anna dem reichê geschüb am Kolberg vertragê/ uñ die einigkeyt gemacht.“

Die Gründung der Grube Einigkeit am Kolberg erfolgte im sich anschließenden Quartal Luciae 1530. Ursprünglich diente die Grube dem Silberbergbau, später wurden Kobalt, Arsen und letztlich Uran gefördert. (a) Im 18. Jahrhundert wurde eine Teufe von 292 Metern erreicht.

### 19. Jahrhundert
Im Jahr 1801 erwarb die Stadtverwaltung von St. Joachimsthal sämtliche Anteile an der Grube. Wenige Jahre später wurde in 417 Metern Tiefe ein mit Wasser gefüllter Hohlraum angefahren, der die Grube innerhalb kurzer Zeit absaufen ließ. Daraufhin begann der Aufbau von Wassersäulenmaschinen, die 1806 in Betrieb genommen wurden. Ein erneuter Wassereinbruch im Jahr 1810 flutete die Grube bis zur 5. Sohle. In der Folgezeit überstiegen die Kosten für die Wasserhaltung die finanziellen Möglichkeiten der Stadtverwaltung, 1850 wurde sie vom Staat übernommen. Im Jahr 1848 erreichte die Grube eine maximale Teufe von 419 Metern und verfügte über 8 Sohlen.
Im 19. Jahrhundert wurde Uranerz nur begleitend abgebaut und gelegentlich an Chemie-, Glas- und Porzellanfabriken abgegeben, die nach Rezeptur von Martin Heinrich Klaproth Farben für Glas und Porzellan produzierten. Erst die Verbesserung des Herstellungsverfahrens durch Adolf Patera leitete eine Wende ein und bereits 1853 begann in der Grube Einigkeit der planmäßige Abbau von Uranerz – anfänglich für die Farbenherstellung.
Am 12. März 1864 wurde in 532 Metern Tiefe erneut eine Quelle angefahren, was innerhalb kürzester Zeit die Flutung der Grube zur Folge hatte. Zu Beginn des Jahres 1866 wurde mit der Sümpfung begonnen, die erst nach drei Jahren beendet und die Quelle verschlossen war. 1896 kam es jedoch zu erneutem Wassereinbruch. Die Grubenbaue wurden geflutet und das Wasser stieg auf das Niveau des auf der 6. Sohle liegenden Wasserlösungsstollens Daniel Erbstolln an.

### 20. Jahrhundert

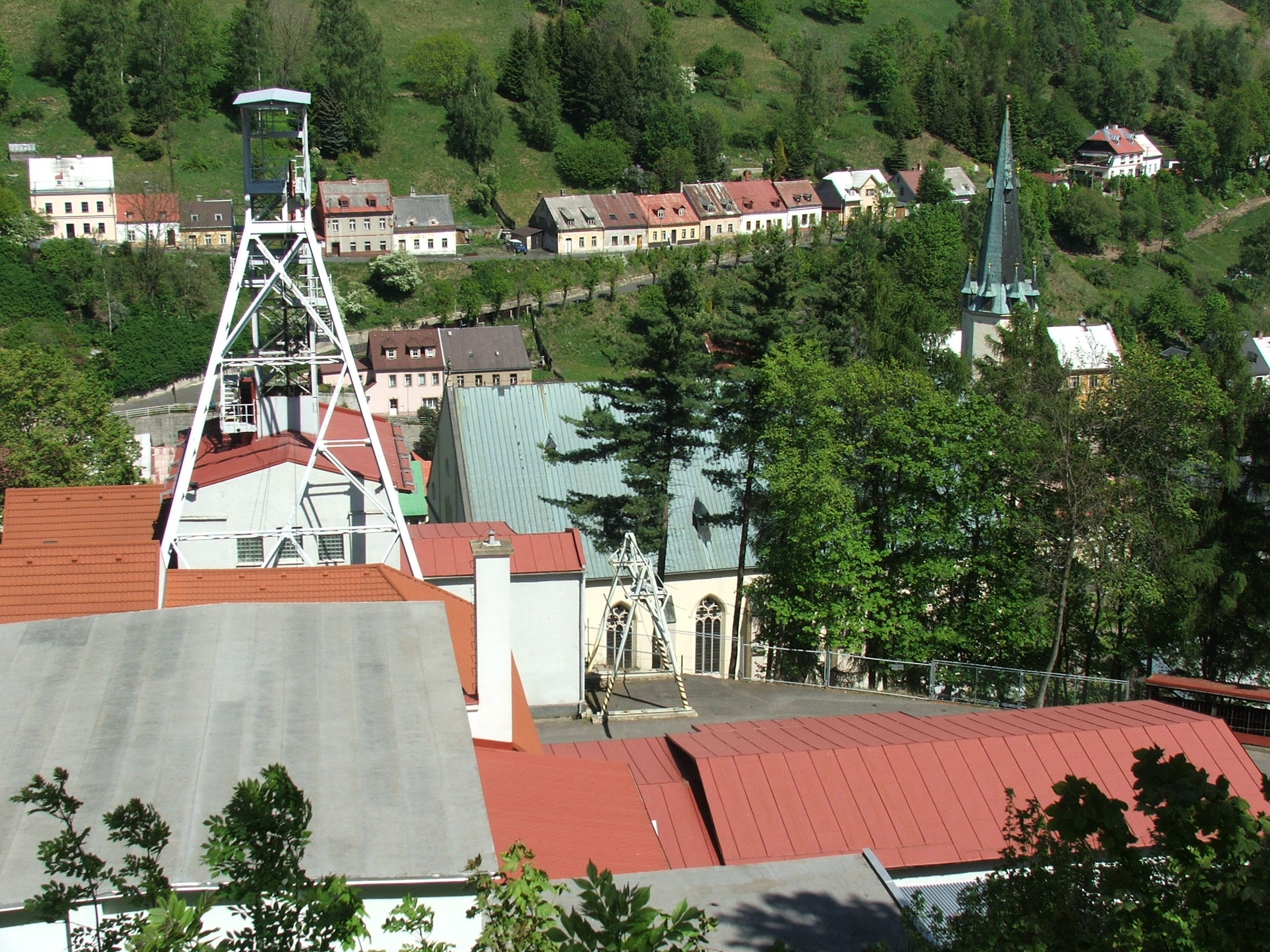
Tagesanlagen am westlichen Berghang über der Stadtkirche

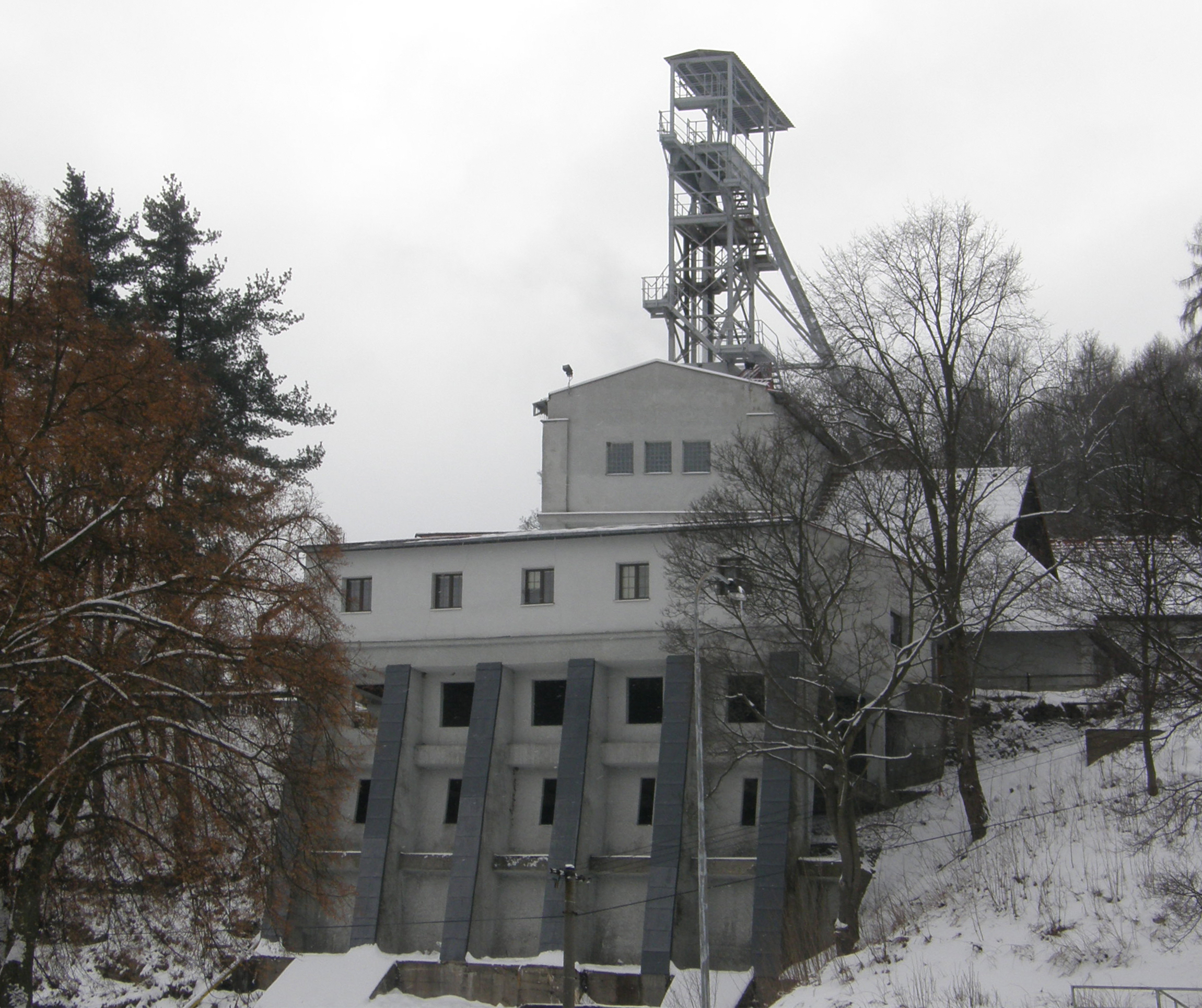
Blick von Osten

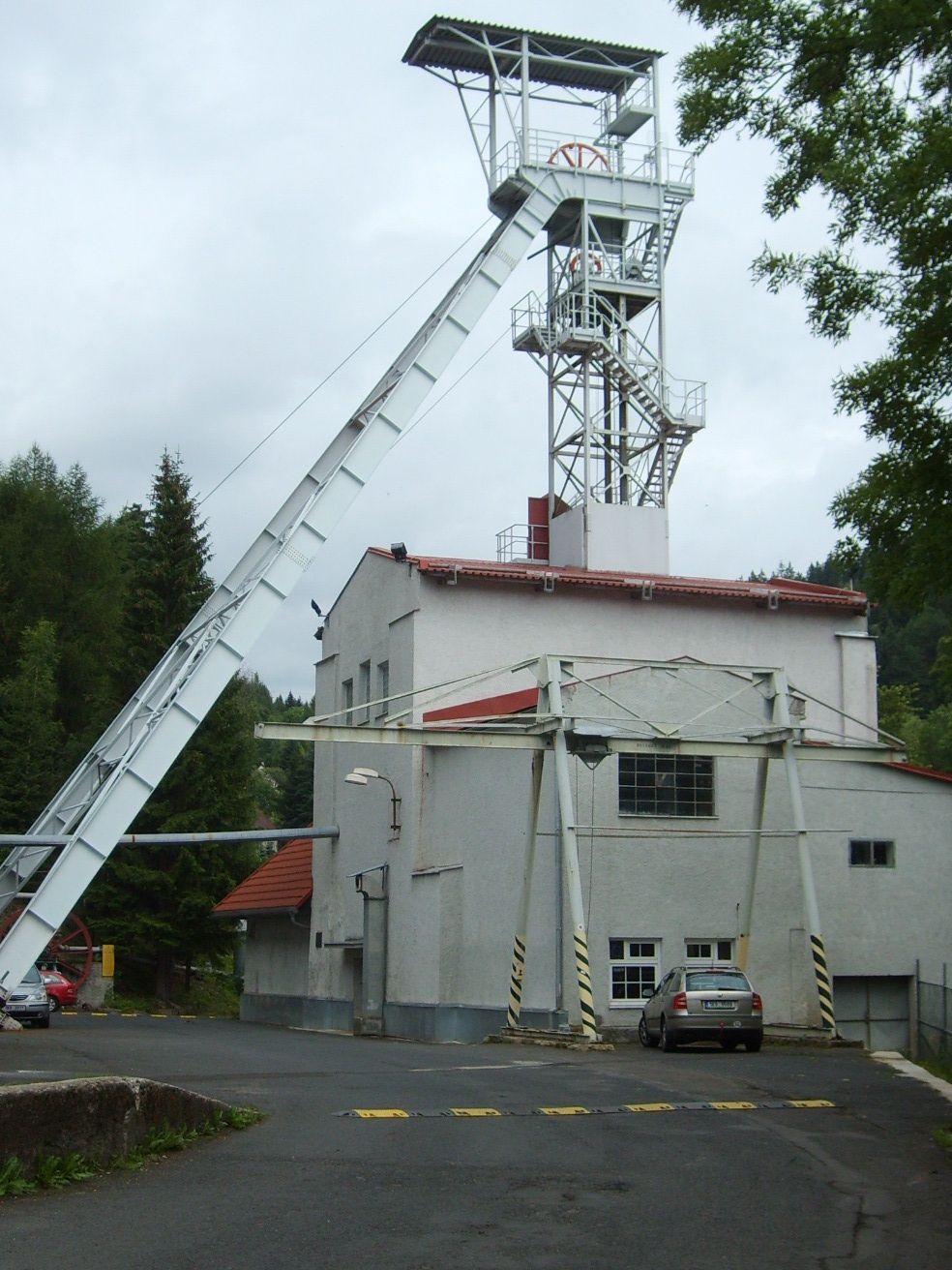
Rekonstruiertes Fördergerüst

Der Betrieb der k.k. und gewerkschaftöstlichen Einigkeits-Silberzeche wurde am 1. Mai 1901 eingestellt und die Grubenbaue dadurch teilweise geflutet. Die zuvor geführten langwierigen Verhandlungen zwecks Übergabe an eine private Gewerkschaft blieben erfolglos. Zu Beginn des Januars 1905 wurden die Grubenwässer erstmals auf Radioaktivität untersucht und ein entsprechender Gehalt bestätigt. In der Folge begann die Nutzung dieser Wässer in den ersten Heilbädern der Stadt.
Mit Gründung der Tschechoslowakei 1918 wurde diese neuer Eigentümer und ließ ab 1922 die Grube sümpfen. 1924 war dies abgeschlossen und die Grube wieder betriebsbereit. Im Zuge der Arbeiten zur Wiederaufnahme des Betriebes wurden Schachtgebäude, ein Maschinenraum mit elektrischer Fördermaschine, mechanische Werkstätten und ein Wohngebäude für die Angestellten der Grube neu errichtet.
Zu Beginn des 20. Jahrhunderts wurden die drei Joachimsthaler Gruben Edelleutstolln, Einigkeitschacht und Wernerschacht zur Joachimsthaler Gewerkschaft vereinigt; diese betrieb ab dem Beginn der 1920er Jahre auch mehrere Nickelerzgruben bei Sohland und Rosenhain. Nach der Annexion des Sudetenlandes wurde die Joachimsthaler Gewerkschaft als St. Joachimsthaler Bergbau-Gesellschaft m.b.H. in die Reichswerke Hermann Göring eingegliedert.
Der von Kurt Patzschke geleitete Betrieb Uranerzbergbau St. Joachimsthal, bestehend aus den Betriebsanlagen Wernerschacht (důl Rovnost), Einigkeitschacht (důl Svornost) und Edelleutstolln (důl Bratrství), hatte im Jahre 1938 266 Beschäftigte, davon 162 Arbeiter unter Tage. 1939 arbeiteten beim Uranerzbergbau St. Joachimsthal 274 Personen, davon 164 unter Tage. 1938 wurden in den drei Betriebsanlagen 105 Tonnen Uranerz gefördert, im Jahr darauf betrug die Förderung 88 Tonnen Uranerz und 30 Tonnen Nickel-Kobalt-Wismuterz. Für alle drei Betriebe gab es eine gemeinschaftliche Aufbereitung.
Bis Kriegsende 1945 wurde unter deutscher Verwaltung Uranerz gefördert. Ende 1944 wertete das Office of Strategic Services Luftbildaufnahmen der Grube aus. Dem darauf aufbauendem Bericht zufolge war die Uranerzförderung geringer als das Vorkriegsniveau und von einer Bombardierung der Anlagen der Uranerzbergbau St. Joachimsthal wurde abgesehen. Nach Kriegsende begann bereits im Mai 1945 die Förderung für die UdSSR, unter Leitung des neugegründeten Staatsunternehmens Jáchymovské Doly-Jáchymov (JD). (b). Hierfür wurden in großem Umfang Kriegsgefangene und Häftlinge herangezogen, die die Förderung unter unmenschlichen Bedingungen und weitgehend ohne bergmännische Erfahrung – erfahrene Bergleute waren kaum vorhanden – ausführen mussten.
Im Jahr 1948 wurden die Tagesanlagen, darunter Fördergerüst und Maschinenraum, umfassend umgebaut.
Um eine Uranvererzung nachzuprüfen, wurde auf Anordnung der Jáchymovské doly, ab 1952 der 220 Meter lange Štola č. 1 (Stollen Nr. 1) aufgefahren, dessen Mundloch in unmittelbarer Nähe der Tagesanlagen liegt. Im Zuge des Baus wurde der Evangelisten-Gang getroffen. Um durch die Verbindung zwischen Grube und Stollen Fluchtversuche der Zwangsarbeiter zu verhindern, wurden am Mundloch massive Gitter installiert. Der Betrieb im Stollen wurde 1957 eingestellt.
Ab dem 1. Juni 1961 wurde auf dem Niveau der 12. Sohle der 2390 Meter lange Wasserlösestollen Nová Svornost aufgefahren, der mit Fertigstellung den Daniel Erbstolln ersetzte.
Zwischen 1962 und 1964 wurden die Uranförderung schrittweise zurückgefahren und gleichzeitig hydrologische Erkundungen und Sicherungsarbeiten unter Tage durchgeführt, die eine Weiternutzung der Grube nach Einstellung des Uranabbaus für die Kureinrichtungen zum Ziel hatten. Der Uranbergbau wurde 1964 gänzlich eingestellt. Am 1. April 1964 wurde die Grube Einigkeit samt ihren Anlagen an die Československé státní lázně a zřídla (Tschechoslowakische Staatsbäder) übertragen.
Nach 1990 wurde die Léčebné lázně Jáchymov a.s. (Heilbad Jáchymov AG) gegründet, die seither Eigentümer und Betreiber der Grube ist. Zwischen 1993 und 1996 wurden die unter- und übertägigen Anlagen umfassend saniert und modernisiert. Markantestes Zeugnis dieser Maßnahmen ist das nach altem Vorbild rekonstruierte Fördergerüst.

### 21. Jahrhundert
Der Betreiber ermöglicht in unregelmäßigen Abständen eine Besichtigung der 12. Sohle. Die höherliegenden Sohlen sind in der Regel nicht zugänglich.
Im Jahr 2008 wurde die Anlage des Stollen Nr. 1 erstmals der Öffentlichkeit zugänglich gemacht. Es werden verschiedene Ausbauvarianten, davor Grubenwagen und Abbautechnik gezeigt. Zudem ist er eine Station auf dem 8,5 Kilometer langen Lehrpfad Jáchymovské peklo (Die Hölle von Jáchymov).

### Energieversorgung und Wasserhaltung

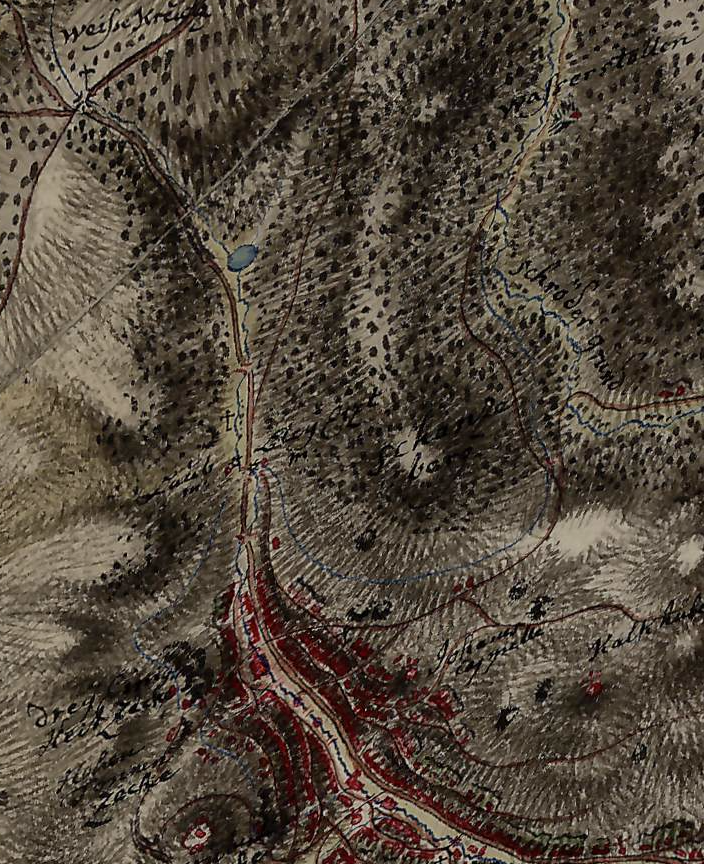
Kartenausschnitt aus der Josephinischen Landesaufnahme mit Verlauf des Kunstgrabens bis zum Preßbach

Das Bergwerk liegt westlich oberhalb der Talsohle des Jáchymovský potok (deutsch Joachimsthaler Bachs). Um die Kunstgezeuge mit ausreichend Aufschlagwasser zu versorgen, wurde im 16. Jahrhundert ein rund 4 Kilometer langer Kunstgraben angelegt. Sein Endpunkt lag am Hang über dem Förderschacht. Von hier verlief er in Hanglage nordwärts, ehe er nach rund 700 Metern den Joachimsthaler Bach querte – aus dem auch Wasser aufgenommen wurde – und an der gegenüberliegende Hangseite nach Süden führte. Er verlief mit minimaler Steigung um den früher als Oberen Türkner Berg (c) bezeichneten Bergrücken in das benachbarte Tal des Stísněný potok (deutsch Preßbach), von dem das Wasser abgezweigt wurde. Mitunter wird der Graben daher auch als Türknergraben bezeichnet.
Mit der im 18. Jahrhundert erreichten Schachttiefe von rund 300 Metern ging ein höherer Bedarf für die Wasserhaltung einher, wobei bereits aus dem Plattnergraben über den Stadtteich zugeführtes Wasser genutzt wurde. Da der umflossene Bergrücken intensiv bergmännisch genutzt und dadurch mit Stollen durchzogen war, optimierte man kurzerhand die bestehende Wasserzuführung: Aus dem Tal des Joachimsthaler Bachs führt etwas oberhalb des Grabenniveaus der 1524 aufgefahrene Dürrenschönberger Stolln in östliche Richtung in den Bergrücken. Man nutzte diese Gegebenheit und trieb von Westen den Stolln Gegenbau vor. So traf man im Berg auf den bereits vorhandenen Stolln und es entstand dadurch eine rund 740 Meter lange Rösche, die einerseits den Fließweg stark verkürzte und zudem das im Berg anfallende Wasser mit aufnahm. Da der Stolln Gegenbau im Zusammenspiel mit dem Dürrenschönber Stolln über dem bestehenden Grabenniveau beginnen musste, wurde ein neuer, rund 800 Meter langer Graben etwas oberhalb des alten Niveaus angelegt. – Das Mundloch der Rösche und auch der Graben sind noch im Gelände sichtbar. Die Rösche selbst wird gegenwärtig für die Wasserversorgung der Stadt Jáchymov genutzt, indem hier Rohrleitungen hindurchführen.
Überdies wurden zwei weitere Optimierungen umgesetzt: Zum einen wurde unmittelbar oberhalb des Grabenabzweigs vom Preßbach ein Stolln nach Osten aufgefahren, der als Wasserspeicher und dadurch zur kurzzeitigen Erhöhung der Wassermenge diente. Am Mundloch kann man die glatt ausgeschlagenen Flächen für einen Stauschütz erkennen. Die zweite Optimierung war die dauerhafte Erhöhung der Wassermenge, indem man die im Stolln Unruh anfallenden Grubenwässer nutzte. Da dieser Stolln bereits im östlichen Nachbartal der Veseřice liegt, war neben einem Grabenabschnitt auch eine Rösche zur Querung der trennenden Wasserscheide erforderlich. Anhand von historischen Karten kann man den Bau dieser Anlagen auf zwischen 1785 und 1802 eingrenzen.

### Zwangsarbeiterlager

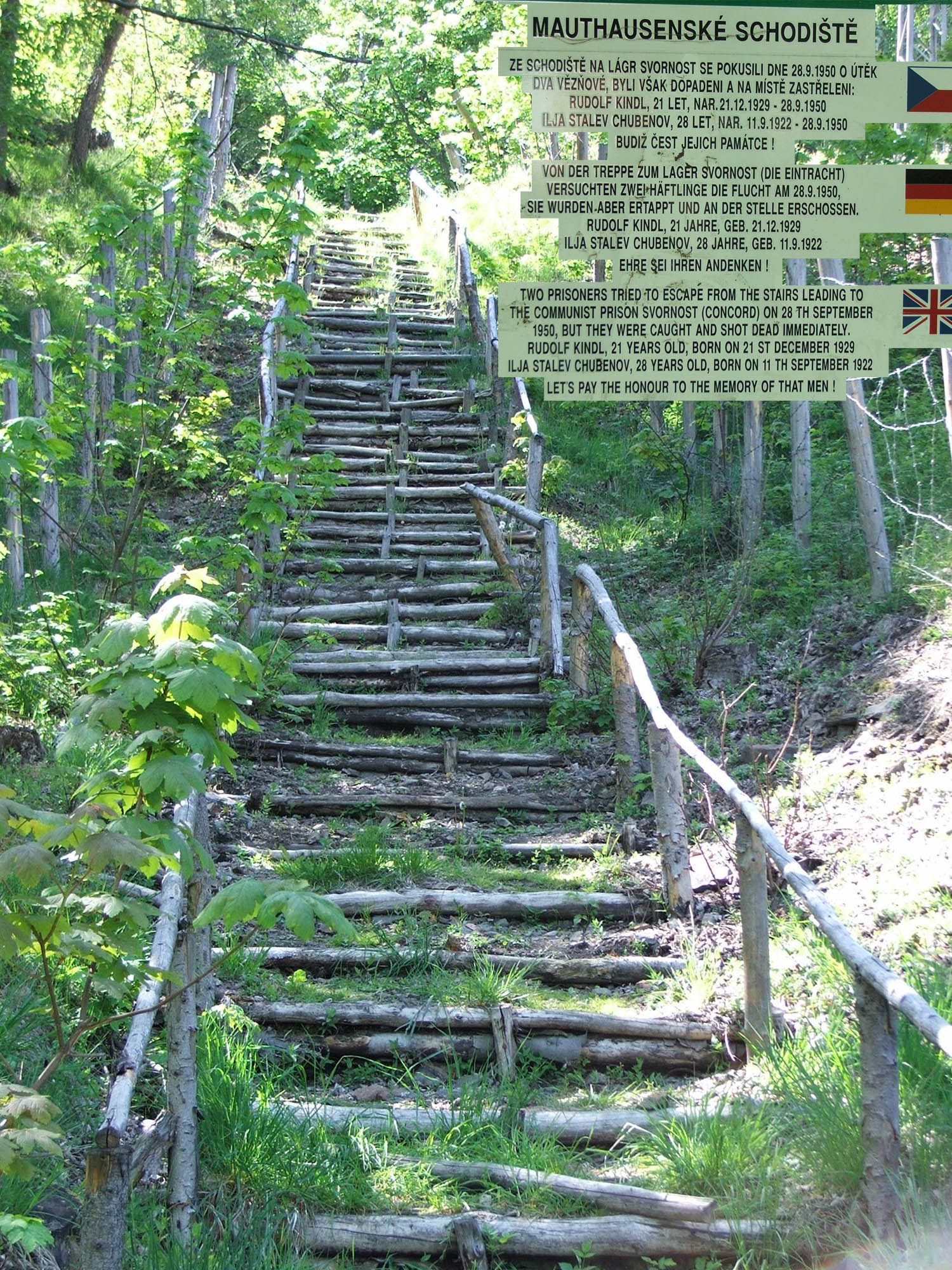
Mauthausener Stiege zwischen Zwangsarbeitslager und Schacht (2007)

Bereits während des Zweiten Weltkriegs wurden erste Lager errichtet, die mit 60 russischen (Kriegs-)Gefangenen besetzt wurden. Nach Kriegsende wurden zunächst deutsche Zivilinternierte, Kriegsgefangene und in geringem Umfang von der Vertreibung aus der Tschechoslowakei ausgenommene deutsche Bergleute zur Zwangsarbeit herangezogen. Genaue Belegungszahlen zwischen 1945 und 1949 sind nicht gesichert, die seither geführten Untersuchungen kommen zu teilweise stark differierenden Angaben. Die Zahlen schwanken zwischen 1200 und 2100 deutschen (Kriegs-)Gefangenen und sonstigen Häftlingen für die Jahre 1945 bis 1947. Im Juli 1948 waren insgesamt 4270 Kriegsgefangene und 798 „sonstige“ Deutsche interniert. Für Ende September 1949 sollen „noch 3370“ deutsche Kriegsgefangene interniert gewesen sein. Am Morgen des 3. Dezember verließen die letzten deutschen Zwangsarbeiter das Lager, unmittelbar darauf erfolgte die Internierung von 405 tschechischen Häftlingen.
Am 4. Dezember 1949 wurden die Gesamtanlagen von Grube und Arbeitslager durch die Stationskommandantur der Sbor vězeňské stráže (Korps der Gefängniswache) in Ostrov übernommen und das Lager zum „Zwangsarbeiterlager“ erklärt.
Am 3. Mai 1951 waren insgesamt 750, am 1. September des Jahres 720 Häftlinge interniert.
Infolge einer im Jahr 1953 durch Staatspräsident Antonín Zápotocký erlassenen Amnestie wurden Häftlinge mit einer Strafe unter fünf Jahren entlassen, was die Anzahl Internierter wesentlich senkte. Das „Zwangsarbeiterlager“ wurde am 29. Oktober 1954 aufgelöst.
Die Verbindung zwischen Grube und höher gelegenem Lager stellte die sogenannte Mauthausener Stiege (Mauthausenské schody) her, eine drei Meter breite, und 230–260 Stufen lange Treppe. Die Treppe ist sehr steil und war zu Zeiten des Zwangsarbeiterlagers durch diverse Sicherungsmaßnahmen wie Zäune und Tore an beiden Enden gegen Ausbruchsversuche gesichert. Den Namen erhielt sie, zu nicht eingrenzbarem Zeitpunkt, durch ehemalige Häftlinge des KZ Mauthausen in Erinnerung an dort erlittene Qualen. Die Treppe ist noch heute erhalten.

## Lagerstätte und Typlokalität
Die Gesamtlänge der Gänge innerhalb der Lagerstätte beträgt mehr als 100 Kilometer. Die bedeutendsten Silbergänge sind Joachimsthaler Geschiebe, Küh-, Prokop-, Clemens-, Andreas-, Rose von Jericho-, Hildebrand- und Evangelist-Gang sowie Fundgrüber Gang. Eine geologische Erkundung aus dem Jahr 1977 brachte eine hohe geologische Vielfalt hervor. Es wurden insgesamt 17 Metallerze (darunter Silber, Uran, Zinn, Blei, Kobalt, Platin und Wolfram) sowie mehr als 400 unterschiedliche Minerale aufgefunden.
Zudem gilt die Grube Einigkeit für die Minerale Adolfpaterait, Běhounekit, Braunerit, Čejkait, Geschieberit, Ježekit, Kroupait, Línekit, Mathesiusit, Ondrušit, Paddlewheelit, Schröckingerit, Slavkovit, Štěpit, Švenekit, Svornostit, Vajdakit und Vysokýit als Typlokalität, das heißt, sie wurden hier erstmals entdeckt und beschrieben.

## Radonhaltige Grubenwässer
| Bezeichnung      | Ergiebigkeit | Wassertemperatur | Radongehalt |
| ---------------- | ------------ | ---------------- | ----------- |
| Curie (d)        | 30 l⁄min     | 29 °C            | 5 kBq⁄l     |
| C1               | 30 l⁄min     | 29 °C            | 11 kBq⁄l    |
| Běhounek (e)     | 300 l⁄min    | 36 °C            | 10 kBq⁄l    |
| Agricola         | 10 l⁄min     | 29 °C            | 20 kBq⁄l    |
| Stand: März 2015 |              |                  |             |

Eines Nutzens der 1864 angefahrenen Quelle war man sich lange nicht bewusst. Nachdem der angenommene Nutzen radioaktiver Bäder in Bad Gastein einen regelrechten Boom bei der Suche nach diesen Wässern auslöste, waren 1904/1905 die westböhmischen Kurorte, gelegen in einem Gebiet mit starker terrestrischer Strahlung, in den Fokus gerückt. Zu Beginn des Januars 1905 wurden die Grubenwässer in Joachimsthal untersucht und ein radioaktiver Gehalt bestätigt.
Infolgedessen wurde im Folgejahr das erste Radonbad (zwei Wannen im Haus Nr. 282) eingerichtet. Anfänglich schöpfte man das Wasser der Quelle auf dem Niveau des Daniel Erbstollen ab und verfrachtete es in Holzbütten zu den Bädern. Ab 1908 wurde es über eine Rohrleitung transportiert, die ab 1911 bis zu den Bädern im neu erbauten Kurhaus verlängert wurde.
Im Zuge des Abbaus der Lagerstätte wurden weitere Quellen entdeckt und gefasst, darunter die besonders ergiebige Quelle HG-1 4 (am 3. Mai 1952).
Die Wässer aus den in Nutzung befindlichen Quellen werden in ein Becken auf der 12. Sohle geführt, dabei durchmischt und von dort in ein höher gelegenes Sammelbecken gepumpt, anschließend in die Sohle des Daniel Erbstolln und letztlich über eine etwa 3 Kilometer lange Rohrleitung zu den Kureinrichtungen geleitet.